# Яснопольское
Яснопольское (до 1938 — Аукскаллен (нем. Auxkallen); до 1946 — Хоенинстер (нем. Hoheninster)) — посёлок в Черняховском районе Калининградской области. 

## История
Поселение относится к исторической области Надровия. В составе Германии (Восточная Пруссия) до 1945 года. При Гитлере название первопоселения подверглось германизации в ходе кампании по ликвидации в Третьем Рейхе топонимики древнепрусского происхождения: в 1938 году название Аукскаллен изменено на Хоенинстер. По итогам Второй мировой войны населенный пункт вошёл в состав СССР. С 1946 года посёлок носит название Яснопольское. Ныне в составе России как правопреемницы СССР.
До 2015 года входил в состав Калужского сельского поселения.

## Население
| 1910 | 1933 | 1939 | 2002 | 2010 |
| ---- | ---- | ---- | ---- | ---- |
| 136  | ↗142 | ↘115 | ↘39  | ↘25  |